# Frontera entre Egipto y Libia
La frontera entre Libia y Egipto es la línea fronteriza en sentido norte-sur que separa el oeste de Egipto del este de Libia en África Septentrional. Es una línea casi rectilínea de 1.115 km de longitud delimitada por el meridiano 25° Este atravesando el desierto Líbico.

## Trazado
La frontera terrestre comienza en el golfo de Sollum en la costa del mar Mediterráneo. Después, se mueve hacia el sur a lo largo de una serie de segmentos y arcos de círculos hasta que llega a 29° 14′N, 25° 00′ E. Desde este punto, sigue el meridiano 25 Este hasta en la triple frontera con los límites de Egipto-Sudán y Libia-Sudán, en el punto 22° 00' N, 25° 00 ' E. Además de la costa mediterránea, la frontera atraviesa zonas desérticas. Separa las gobernaciones egipcias de Wadi al Jadid y Matruh de los distritos libios de Al Kufrah, Al Butnan y Al Wahat.

## Historia
Egipto fue conquistado por el Imperio otomano en 1517, y Libia en 1551. La influencia otomana decayó en el siglo XVIII; el control de estos se restauró en Libia en 1835 y en Egipto en 1840, con el Tratado de Londres. En 1864, durante la reorganización administrativa del imperio, Libia se convirtió en el valiato de Tripolitania. La frontera con el Jedivato de Egipto seguía una línea generalmente noroeste/sureste.
Egipto fue invadido por el Reino Unido en 1882. En los años siguientes, los británicos llegaron a un acuerdo con el Imperio otomano, que establecía el meridiano 25° Este como la frontera occidental entre Egipto y las provincias otomanas. En 1912, tras la guerra ítalo-turca, Libia fue conquistada por Italia. La frontera entre las dos entidades fue determinada por dos tratados entre Italia y el Reino Unido, uno en 1925 y otro en 1926. El Reino de Egipto se independizó el 28 de febrero de 1922 y el Reino de Libia el 24 de diciembre de 1951; el trazado de la frontera fue modificado después de sus independencias.